# 2001年1月中国大陆

## 1月1日
- 北京奥申委和中国奥林匹克委员会在北京中华世纪坛共同主办弘扬奥林匹克精神暨顾拜旦诞辰纪念报告会，北京奥申委主席、北京市市长刘淇，中国奥委会主席、国家体育总局局长袁伟民到会并讲话[1]。

## 1月8日
- 1月8日至11日全国宣传部长会议举行，中共中央总书记江泽民在会议上讲话指出，要在全社会大力宣传和弘扬为实现社会主义现代化而不懈奋斗的精神，强调要把依法治国与以德治国紧密结合起来[2][3][4]。

## 1月10日
- 中国“神舟二号”无人飞船发射成功[5]。

## 1月22日
- 由北京奥申委新闻宣传部、方正数码公司主办，中国地的28万网民共同参加的“别克杯”申奥网上汽车拉力赛在北京电视台800平米演播大厅里进行最后总决赛[6]。